# Association athlétique gaélique
Pour les articles homonymes, voir GAA.
L'Association athlétique gaélique, ou GAA (en anglais : Gaelic Athletic Association, GAA ; en irlandais : Cumann Lúthchleas Gael, CLG) est une organisation culturelle irlandaise dont le but principal est de promouvoir la culture irlandaise.
Cette promotion se fait dans deux axes principaux : les sports gaéliques (hurling, camogie, football gaélique, handball gaélique et rounders) et la culture irlandaise (langue, musique et danse).
C’est la principale et la plus populaire association d'Irlande avec près de 800 000 membres (pour environ dix-sept millions d'Irlandais). Environ 21% des irlandais.
La GAA a son siège au fameux stade de Croke Park, à Dublin.

## Fondation de la GAA
Les fondateurs de l’organisation sont Michael Davitt et Michael Cusack, ce dernier né en 1847 dans le comté de Clare. Après avoir été pendant de nombreuses années à Blackrock College à Dublin, et à la suite de la création de sa propre école qui avait pour but de préparer les jeunes irlandais au concours d’entrée dans l’administration britannique, Cusack se penche sur la question des sports traditionnels irlandais qui étaient en perte de vitesse. Avec John Wyse Power, John K. Braken et Pj O bryan il fonde le 1er novembre 1884 à Thurles dans le comté de Tipperary l’Association athlétique gaélique. Son but initial est de restaurer les Tailteann Games une sorte de jeux olympiques disputés dans l’Irlande antique.

## Les buts du GAA
- Promouvoir les sports et jeux d’origine irlandaise
- Ouvrir les activités athlétiques à toutes les classes sociales
- Aider à la création de clubs de hurling et de football gaélique et à l'organisation de matchs entre les différents comtés.

La GAA a obtenu de nombreux résultats :
- Le hurling a été sauvé de la disparition. Il a été (de même que le football gaélique) réglementé pour en faire un sport.
- Il a donné une véritable structure à cheval sur deux états (Irlande et Irlande du Nord) dans laquelle les membres pouvaient participer tant aux activités sportives qu’à la vie associative. Elle fut la première structure irlandaise démocratique et forma ainsi bon nombre de futurs politiciens irlandais.
- Avec la Ligue gaélique et le mouvement de renouveau littéraire irlandais, son action a servi de terreau à la création d’un sentiment identitaire irlandais.
- Grâce à son organisation reposant sur la structure traditionnelle de l’Irlande (paroisse, comté, province et pays) elle a réuni différents éléments issus des différentes cultures irlandaises (le catholicisme avec les paroisses, les lois britanniques avec les comtés et l’histoire de l’Irlande avec les provinces et la nation).